# ラーマキエン

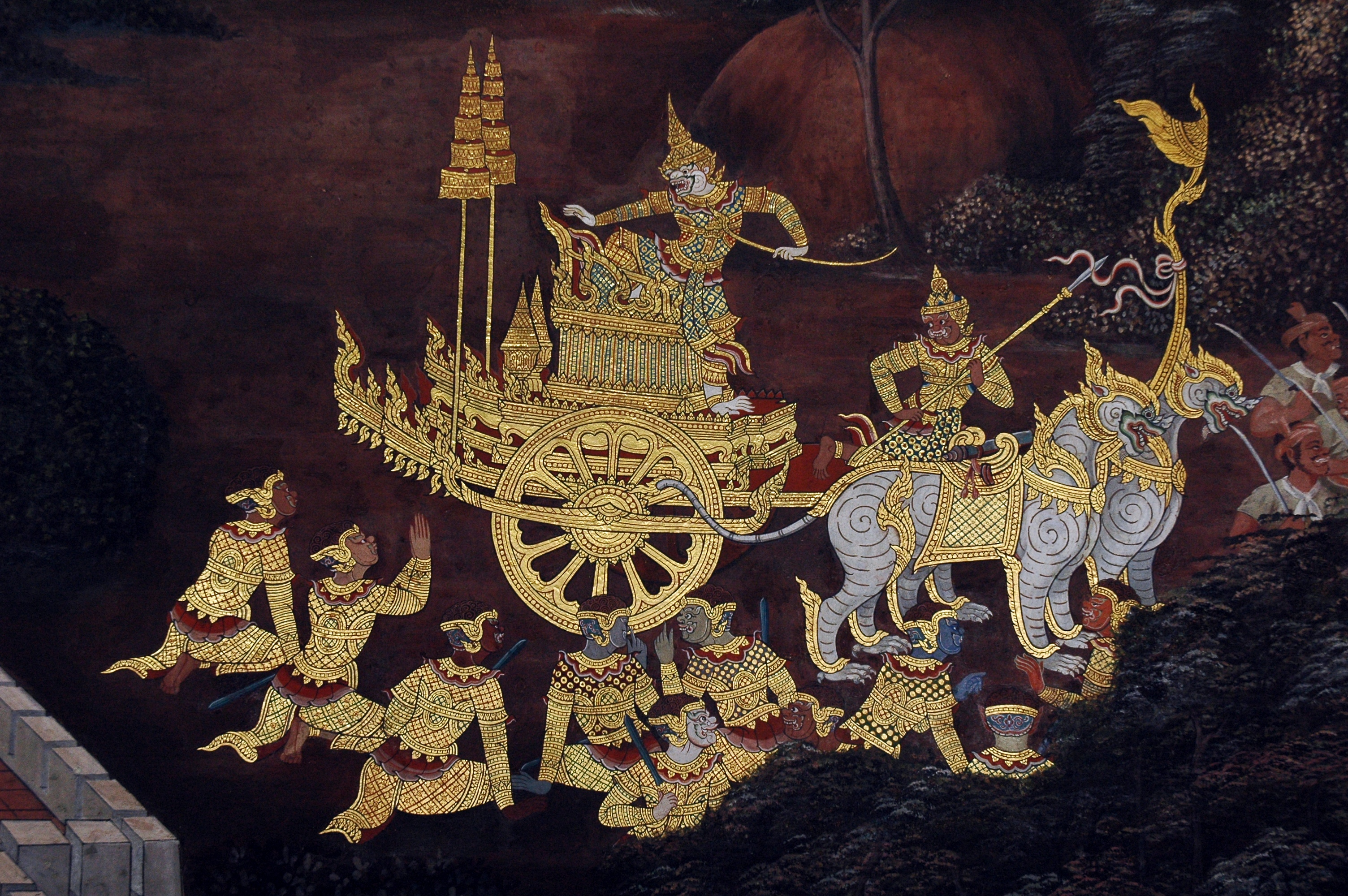
ラーマキエンの一場面（バンコク、ワット・シーラッタナーサーサダーラーム）

ラーマキエン（Ramakien）はタイの重要な古典文学であり民族叙事詩。
インド人のヴァールミーキがサンスクリット語で編纂したインドの叙事詩ラーマヤナが元になっている。タイ人には古くから知られている。
ラーマキエンについてはトンブリ王朝の時代にタークシン王が戯曲として編纂しはじめ、その後ラタナコーシン王朝にラーマ1世が引き継いで完成させた。
その後、ラーマ2世が上演用の戯曲として書き、ラーマ6世の時代に「ラーマキエン」と名づけられた。